# Natchez District
Le Nachez District, situé à environ 400 kilomètres au nord de La Nouvelle-Orléans était, tout à la fin du XVIIIe siècle, la seule partie vraiment habitée de la vallée du Mississippi, grâce à la fertilité de ses terres. Natchez est la ville qui compte aujourd'hui le plus grand nombre de plantations très bien conservées, parmi les lieux importants de l'histoire de la culture du coton.
Cette colonie, part de la région dite alors du « Bourbon county », a joué un rôle majeur dans la colonisation de la Louisiane française puis des États-Unis, car c'était le lieu où les terres s'élevaient un peu, à l'abri des crues du Mississippi, permettant des cultures sans risques, sur une couche alluvionnaire profonde. Le paysagiste Frederick Law Olmsted l'a décrit comme l'endroit le plus fertile qu'il ait jamais vu. Au moment de la guerre civile américaine, il produisait à lui seul 10 % de tout le coton américain.
Le surpeuplement et l'épuisement des terres des Caraïbes, conjuguées à la révolution industrielle du coton en Angleterre, puis à l'invention en 1794 de la machine à égrener le coton d'Eli Whitney ont entraîné une spéculation phénoménale sur les terres du Natchez District, censées devenir la nouvelle capitale mondiale du coton esclavagiste.
Par ailleurs, Carlos de Grand Pré, dans une lettre du 2 mars 1790, établissait la liste des planteurs de tabac du Natchez District, venus pour la plupart du Kentucky et de Virginie, avec la production de chacun et les dates d'arrivée entre 1788 et 1790.

## Histoire
Le district, situé à l'est du fleuve Mississippi et au nord du bayou Sara, actuellement comté de Saint-Francisville, est délimité aussi par la rivière Yazoo. En 1764, les Français abandonnent la Louisiane aux Espagnols. Quelques colons anglais occupent la rive Est du Mississippi, en vertu du traité de Paris. En 1779, les Espagnols s'emparent des deux rives. Comme ils ont du mal à les peupler, ils accordent des terres, avec un traitement privilégié. En 1795, la population est dix fois plus élevée qu'en 1775. L'Espagne, qui craint une guerre avec les États-Unis, prévoit de leur abandonner ce secteur. L'année 1795 voit une ruée sur le coton : la production passe de 36 000 à 1,2 million de livres entre 1794 et 1796, la balle de coton valant 20 dollars. Parmi les premiers planteurs de coton du district, le gouverneur de fort Rosalie depuis 1781, Stephen Minor et John Bisland.
Le district fut au cœur des premières spéculations immobilières de la conquête de l'Ouest des années 1793 et 1794, appelées scandale de Yazoo Land. En 1789, le secteur est encore dévolu au tabac et à l'élevage : 36 des 44 planteurs de tabac de Natchez détenaient alors du bétail, selon l'historien Thomas Dionysius Clark. Sa capitale est la ville de Natchez, du nom des Indiens qui ont été chassés dans les années 1730, après le soulèvement Natchez de 1729.
Napoléon rachète secrètement la Louisiane à l'Espagne en 1800 pour la revendre aux Américains en 1803. Selon les recensements des espagnols, le Natchez District était peuplée de  6 587 en personnes en 1800 soit 50 % de plus que les 5 400 habitants de 1798. Parmi eux, 2 987 esclaves, une personne sur deux. En 1810, le district compte 28 787 habitants, soit un quadruplement de sa population en une décennie. Selon l'historien Thomas Dionysius Clark, le district de Nachez est alors la partie rurale du Sud profond la plus peuplée.
Les bonnes terres de la Basse-Louisiane étant occupées, les réfugiés français de Saint-Domingue en Amérique qui ont fui en 1796 après la défaite de leurs alliés anglais face aux insurgés noirs menés par Toussaint Louverture ont en particulier investi ce secteur. Ils y ont développé des espèces parmi les plus productives de l'histoire de la culture du coton : Belle Creole, Jethro, Parker and Petit Gulf, et profitèrent progressivement de la machine inventée par Éli Whitney. Le district devient le Territoire du Mississippi en 1798 puis l'État du même nom en 1812.

## Peuplement du Natchez District
- 1714 : fondation de Fort Rosalie par Antoine Crozat
- 1729 : massacre de Natchez, les Indiens tuent 229 Français, dont 56 enfants
- 1731 : plusieurs centaines d'indiens Natchez déportés à Saint-Domingue
- 1734 : la reconstruction de Fort-Rosalie achevée.
- 1751 : un voyageur décrit le lieu comme « inhabité » à part quelques soldats[4].
- 1763 : traité de Paris soldant la guerre de Sept Ans, la rive Ouest est accordée aux Espagnols, mais les Anglais contrôlent le site pendant 16 ans.
- 1766 : l'assemblée de Floride de l'Ouest estime que le fort est inutile et négligé[4].
- 1766 à 1769 : vingt dons de terres, de 140 à 20 000 acres dont l'un au comte d'Eglington[4].
- 1768 : le fort fermé, pour diminuer les coûts, après avoir été tenu par 48 fusiliers écossais.
- 1775 et trois années suivantes, vastes dons de terres à des vétérans de la guerre de Sept Ans puis à des loyalistes anglais, ce qui porte la population du district à 2 500 blancs et 600 noirs[4], 78 familles arrivées à Natchez depuis 1772, menées par Anthony Hutchins, Bernard Lintot, et John Ellis, les trois principaux planteurs et John Blommart, capitaine de l'armée.
- 1775 : la guerre d'indépendance des États-Unis débute, une petite communauté anglophone est présente à Natchez.
- 1779 : le territoire habité par 500 personnes vivant d'une agriculture de subsistance[4], rive est incluse, tombe aux mains des Espagnols.
- 1781 : Stephen Minor est nommé adjudant de fort Panmure, l'ex-fort Rosalie à Natchez et devient planteur[5].
- 1782 : arrivée du négociant John Bisland, passé par la Caroline du Nord puis la Jamaïque en 1777.
- 1783 : fin de la guerre d'indépendance des États-Unis, le nouvel État de Géorgie réclame des terres allant jusqu'au Natchez District.
- 1784 : déclaration d'indépendance des États-Unis.
- 1784 : 1 619 habitants, soit 1 120 de plus que cinq ans plus tôt. Parmi eux, 498 esclaves africains. Une série d'investisseurs ont acheté des terres l'année de la fin de la guerre d'indépendance.
- 1785 : l'État de Géorgie crée le comté de Bourbon, incluant le Natchez District.
- 1789 : 36 des 44 planteurs de tabac détiennent du bétail, selon l'historien Thomas Dionysius Clark.
- 1794 : scandale de Yazoo Land.
- 1794 : invention de la machine à égrener le coton par Eli Whitney
- 1794 : production de 36 351 livres de coton, qui sera multipliée par 30 en deux ans pour atteindre 1,2 million en 1796
- 1795 : la navigation sur le Mississippi autorisée par le traité de San Lorenzo ou traité de Madrid.
- 1796 : le négociant Daniel Clark s'équipe du premier cotton gin.
- 1796 : David Greenleaf s'équipe du premier cotton gin public.
- 1796 : traité de San Lorenzo, l'Espagne rend le district aux États-Unis, mais il faut deux ans pour l'ordre arrive à Natchez.
- 1797 : Stephen Minor sur ses neuf plantations a produit 2 500 balles de coton.
- 1798 : Natchez devient la capitale du Territoire du Mississippi, nouvellement créé.
- 1798 : le Natchez District a 5 400 habitants, c'est +250 % en 14 ans. Il y en aura 55 % de plus en 1800 soit 6 587, dont 2 987 esclaves.
- 1798 : l'Espagnol Manuel Gayoso de Lemos nomme Stephen Minor gouverneur de Natchez.
- 1800 : la population du Natchez District a augmenté de 55 % en deux ans.
- 1801 : le traité de Fort Adams, redéfinit la cession du territoire des Choctaw aux Anglais, pour permettre la piste de Natchez.
- 1810 : la population est de 28 787 habitants.